# Esquadrão Suicida (filme)
Suicide Squad (bra/prt: Esquadrão Suicida) é um filme estadunidense de super-herói lançado em 2016, baseado na equipe de mesmo nome da DC Comics. Produzido pela Atlas Entertainment, e distribuído pela Warner Bros. Pictures, é o terceiro filme do [[Universo Estendido DC|DCEU]. Escrito e dirigido por David Ayer, o elenco é composto por Will Smith, Jared Leto, Margot Robbie, Joel Kinnaman, Viola Davis, Jai Courtney, Jay Hernandez, Adewale Akinnuoye-Agbaje, Cara Delevingne, Ike Barinholtz, Scott Eastwood e Adam Beach. No filme, uma agência governamental secreta liderada por Amanda Waller recruta super-vilões encarcerados para executar perigosas missões e salvar o mundo de uma poderosa ameaça, em troca de sentenças reduzidas.
Em fevereiro de 2009, foi anunciado que um filme do Esquadrão Suicida estava em desenvolvimento. Ayer assinou o contrato para escrever e dirigir em setembro de 2014, e em outubro, o processo de formação do elenco tinha começado. As filmagens começaram em 13 de abril de 2015, em Toronto, Ontário, com filmagens adicionais em Chicago, Illinois, e terminou em agosto daquele ano.
Esquadrão Suicida estreou em Nova York em 1 de agosto de 2016 e foi lançado nos cinemas em 04 de agosto de 2016 em 2D, 3D  e IMAX 3D. Após uma forte estreia que alcançou novos recordes de bilheteria, o filme arrecadou mais de US$ 749 milhões no mundo todo, tornando-se a décima maior bilheteria de 2016. Recebeu esmagadoramente críticas negativas dos críticos, que criticaram seu enredo, direção e personagens, embora o desempenho de Robbie recebeu elogios. O filme ganhou o Oscar de melhor maquiagem e penteados.

## Elenco e personagens

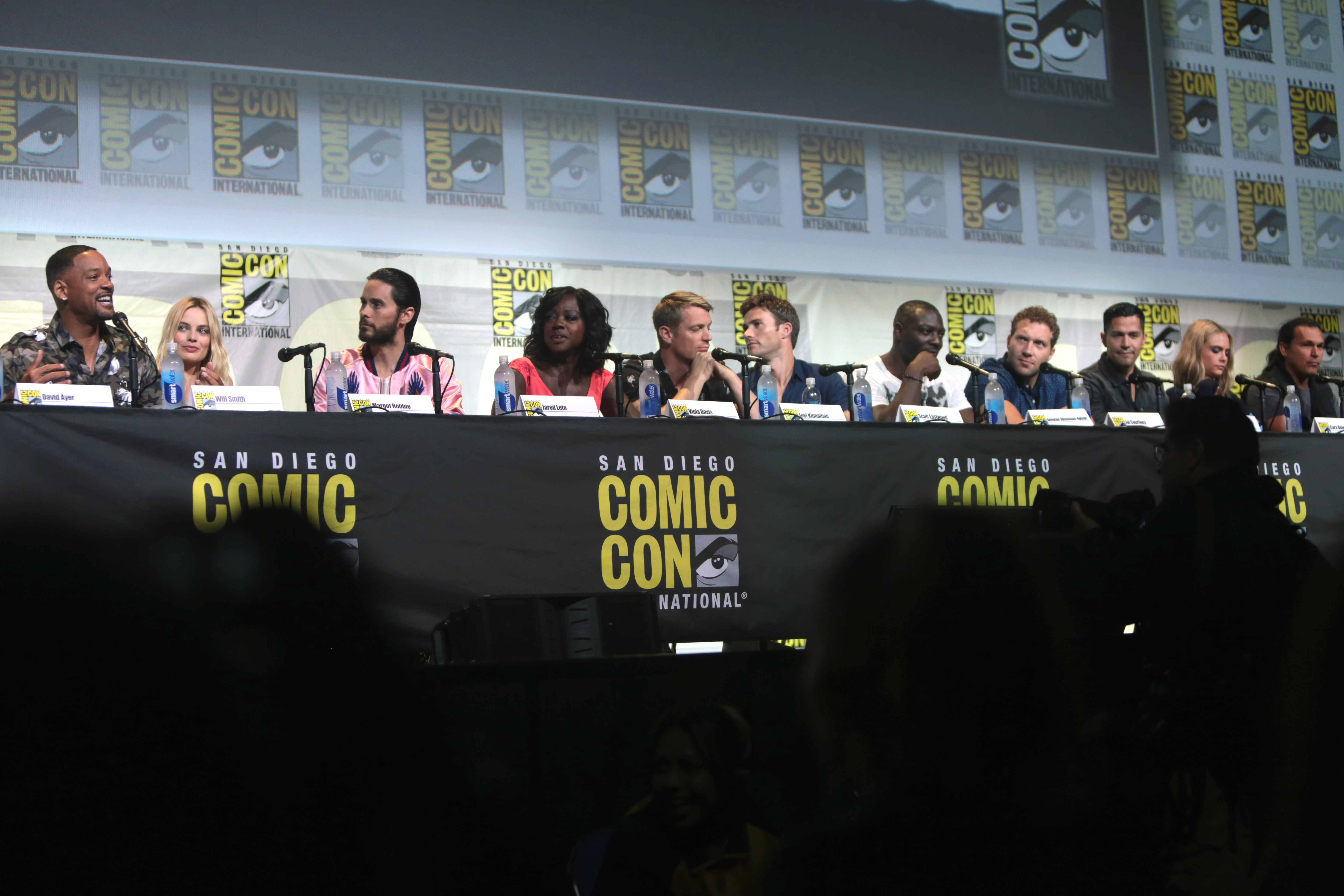
Elenco de Esquadrão Suicida na San Diego Comic-Con International 2016. Da esquerda para a direita: Will Smith, Margot Robbie, Jared Leto, Viola Davis, Joel Kinnaman, Scott Eastwood, Adewale Akinnuoye-Agbaje, Jai Courtney, Jay Hernandez, Cara Delevingne, e Adam Beach

- Will Smith como Floyd Lawton / Pistoleiro:[10] Um assassino de aluguel perito em armas.[11][12] Um mercenário de dia e um pai preocupado durante a noite, Pistoleiro é um criminoso conflituoso que gosta da caça, mas ainda tenta fazer o certo por sua jovem filha.[13]
- Jared Leto como Coringa: Um super-vilão psicopata. Uma das influências para a aparência do personagem inclui chefes de cartéis mexicanos.[14] O produtor Charles Roven explicou esta abordagem, "Ele é mais sociável. Um homem de negócios bem sucedido e inteligente, ao invés de ser um sociopata."[14] As tatuagens do Coringa foram adicionadas por Ayer para dar ao personagem um olhar de gângster moderno.[15] O papel foi originalmente oferecido a Ryan Gosling.[16][17]
- Margot Robbie como Harleen Quinzel / Arlequina:[18] Um super-vilã louca, sexy, sedutora, e ex-psiquiatra.[11][12] Robbie descreveu Quinn como um dos membros mais imprevisíveis do Esquadrão, e seu relacionamento com o Coringa como "incrivelmente disfuncional", acrescentando que Quinn é, "louca por ele—tipo, literalmente louca. Ela é insana. Mas ama ele. E é um relacionamento realmente nada saudável. Mas é viciante."[19]
- Joel Kinnaman como Rick Flag:[20] Um graduado da Academia Militar e Coronel das Forças Especiais do Exército que lidera o Esquadrão Suicida no campo. Ele executa ordens de Amanda Waller, mas nem sempre concorda com os objetivos ou métodos dela.[13] Tom Hardy tinha sido confirmado no papel, mas foi forçado a abandonar devido a conflitos de agenda.[12][21] Jake Gyllenhaal, Joel Edgerton e Jon Bernthal também foram considerados para o papel.[22][23][24]
- Viola Davis como Amanda Waller:[25] A funcionária do governo que dá as ordens do Esquadrão.[26] Ambiciosa e tortuosa, ela tem grandes planos e não quer deixar nenhum protocolo meta-humano ou militar entrar em seu caminho.[13] Davis afirmou que ela é fascinada pela personagem, destacando sua psicologia e força e descrevendo-a como uma "mulher negra poderosa, dura, pronta para pegar uma arma e atirar em qualquer pessoa à vontade."[27] Ela descreveu Waller como "implacável em sua vilania" e observou que seus poderes são "sua inteligência e sua completa falta de culpa."[26] Octavia Spencer e Oprah Winfrey também foram consideradas para o papel.[28]
- Jai Courtney como Digger Harkness / Capitão Bumerangue:[29] Um ladrão australiano que utiliza bumerangues mortais,[11][12] descrito como rude, imprevisível e falador.[13] Sobre o seu papel, Courtney afirmou: "Ele é um babaca absoluto, no mais puro sentido."[30]
- Jay Hernandez como Chato Santana / El Diablo:[21][30] Um ex-membro de gangue de Los Angeles que tem poderes que lhe permite criar chamas e se transformar em um monstro piromaníaco poderoso.[30] A gangue que El Diablo fazia parte, Hillside, é uma referência a uma gangue que aparece em Training Day, filme escrito por Ayer.[31] Hernandez definiu seu personagem como alguém à parte de seus companheiros de equipe porque ele "apenas quer ficar fora da luta", enquanto "a maioria dos [membros do Esquadrão] estão felizes em sair e matar pessoas."[30]
- Adewale Akinnuoye-Agbaje como Waylon Jones / Crocodilo: Um super-vilão que sofre de um atavismo regressivo que o levou a desenvolver características reptilianas.[12][32] Sendo um meta-humano, ele possui força super-humana, resistência elevada e capacidade de respirar debaixo d'água. Sua pele lhe permite suportar armas de alto calibre e abrasão da pele. Akinnuoye-Agbaje descreveu o personagem como "um canibal com problemas de raiva."[26]
- Cara Delevingne como June Moone / Magia: Uma arqueóloga que é possuída por uma antiga força do mal que a transforma em uma feiticeira poderosa.[11][26][30] Libertada após um longo período presa, a entidade chama a atenção de Waller.[30] Delevingne descreveu Moone como "uma buscadora de aventuras" e a Magia como "um ser feroz."[30]
- Karen Fukuhara como Tatsu Yamashiro / Katana: Uma especialista em artes marciais e espadachim que lamenta a morte de seu marido.[12][13][21] Ela serve como guarda-costas de Rick Flag e utiliza a espada mística "Soultaker", capaz de capturar as almas de suas vítimas. Como ela é voluntária, não uma criminosa, ela não possui um implante de micro-bomba. Fukuhara afirmou que Katana "tem moral e códigos. Ela também pode cortar centenas de pessoas sem respirar."[30]
- Ike Barinholtz como Griggs:[33] Um oficial no quartel especial de segurança do Belle Reve, o local sombrio onde o governo aprisiona o Esquadrão.
- Scott Eastwood como GQ Edwards:[33] Um SEAL da Marinha que ajuda Flag durante a missão do Esquadrão. Ayer procurou o ator de Fury, Shia LaBeouf, para o papel, mas o estúdio não estava interessado no ator.[34]
- Adam Beach como Christopher Weiss / Amarra:[35] Um mercenário especializado em luta tática e escalada, que é o primeiro membro do Esquadrão a ser morto.

Ben Affleck e Ezra Miller reprisam seus papéis de Batman v Superman: Dawn of Justice como Bruce Wayne / Batman e Barry Allen / Flash, respectivamente em papéis cameo; Jason Momoa faz uma breve aparição fotográfica como Arthur Curry / Aquaman. Alain Chanoine interpreta Incubus, o irmão da Magia, que possui o corpo de um homem de negócios em Midway City. Jim Parrack e Common aparecem como o capanga do Coringa, Jonny Frost, e Monster T, respectivamente. David Harbour, Alex Meraz e Matt Baram interpretam o funcionário do governo Dexter Tolliver, Navy SEAL Gomez e Dr. Van Criss, respectivamente. Shailyn Pierre-Dixon e Corina Calderon são apresentadas como Zoe Lawton e Grace Santana, filha de Deadshot e esposa de Diablo, respectivamente. David Ayer (roteirista e diretor do filme) faz uma aparição cameo como um oficial do Belle Reve.

## Produção

### Desenvolvimento
O desenvolvimento de um filme do Esquadrão Suicida começou em 2009, com Dan Lin como produtor, Stephen Gilchrist como coprodutor e Justin Marks como o roteirista. Em dezembro de 2012, Lin comentou que o projeto estava em espera na Warner Bros.
Em 2014, o roteirista e diretor David Ayer sugeriu a Warner Bros. um filme sobre "o grupo da DC que transforma vilões em quase heróis." Na época, durante as filmagens de Batman v Superman: Dawn of Justice, o estúdio ainda debatia o seu universo cinematográfico da DC e recebeu a ideia de Ayer com entusiasmo. Ayer assinou para escrever e dirigir o filme em setembro de 2014. Enquanto finalizava Fury, Ayer começou a escrever Esquadrão Suicida. Ayer teve seis semanas para escrever seu roteiro, visto que a data de lançamento já estava definida. Ele descreveu o filme como "uma versão de The Dirty Dozen com supervilões".

### Filmagens

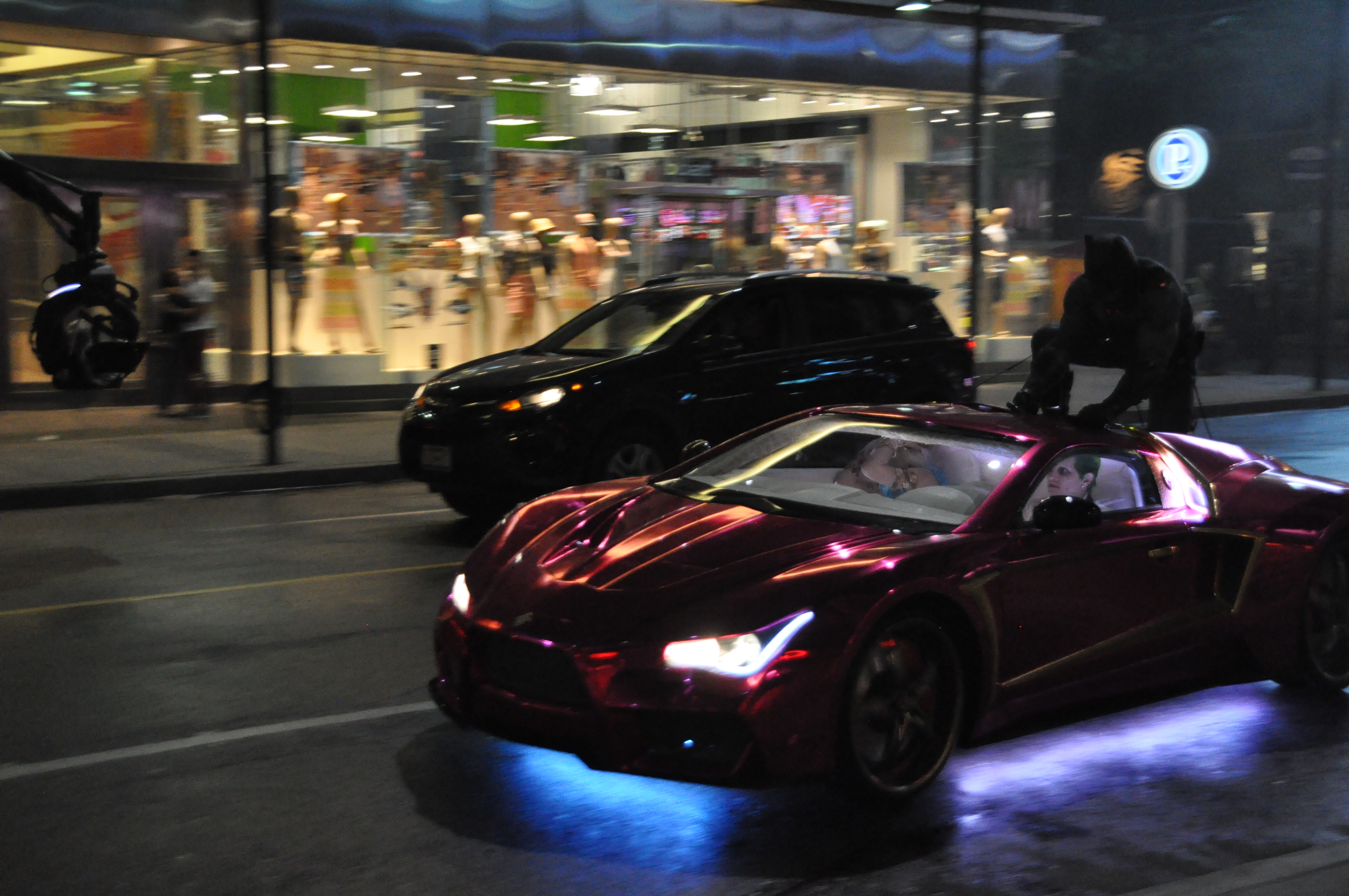
Filmagem de uma sequência de perseguição em Yonge Street

As filmagens começaram em 13 de abril de 2015. Em 26 e 27 de abril, as filmagens tiveram lugar no Hy's Steakhouse. Uma cena de "tempestade de neve" foi filmada em 29 de abril na Adelaide St. e em Ching Lane. Em 5 de maio, algumas cenas importantes foram filmadas no centro de Toronto ao lado da Yonge Street e Dundas Square. Os sinais da rua foram removidos devido a razões de privacidade durante as filmagens naquela noite. As filmagens principais terminaram em agosto de 2015 depois de filmagens adicionais ocorreram em Chicago, Illinois. As filmagens adicionais se seguiram em 2016. Também foi confirmado que Zack Snyder filmou a cena com o Flash enquanto filmava Liga da Justiça em Londres, enquanto Ayer estava cuidando da pós-produção de Esquadrão Suicida. Ayer confirmou que o filme foi concluído em 24 de junho de 2016.
Apesar do envolvimento de vários editores no processo, apenas John Gilroy é creditado. Foi revelado mais tarde que muitas das cenas do Coringa foram omitidas do corte final.

### Música
O premiado compositor Steven Price, que anteriormente trabalhou com Ayer em Fury, compôs a trilha sonora de Esquadrão Suicida. Suicide Squad: Original Motion Picture Score foi lançado em 8 de agosto de 2016. Um álbum de trilha sonora para o filme, intitulado Suicide Squad: The Album, foi anunciado em junho de 2016 e lançado em 5 de agosto de 2016. O primeiro single do álbum, "Heathens" de Twenty One Pilots, foi lançado em 20 de junho de 2016. Um videoclipe da música, ambientado em uma prisão e com cenas do filme, foi lançado no dia 21 de junho. "Sucker for Pain" foi lançado como o segundo single em 24 de junho. O terceiro single do álbum, "Purple Lamborghini" por Skrillex e Rick Ross, foi lançado em 22 de julho. "Gangsta" de Kehlani; "Standing in the Rain" por Action Bronson, Mark Ronson e Dan Auerbach de The Black Keys; "Medieval Warfare" de Grimes; e um cover de "Bohemian Rhapsody" da banda Queen realizada pela Panic! at the Disco foram lançados como quatro singles promocionais em 2 de agosto, 3 de agosto e 4 de agosto de 2016, respectivamente, com "Medieval Warfare" e "Bohemian Rhapsody", sendo lançado no mesmo dia.

## Lançamento

Steelbook do filme

Esquadrão Suicida estreou no Beacon Theatre, em Nova York, no dia 1 de agosto de 2016. Foi lançado nos cinemas dos Estados Unidos em 5 de agosto de 2016, em 2D, 3D  e IMAX 3D.

### Home media
Esquadrão Suicida foi lançado em Digital HD em 15 de novembro de 2016 e em Blu-ray, Blu-Ray Ultra-HD 4K, Blu-Ray 3D e DVD em 13 de dezembro de 2016. Um corte estendido do filme está incluído no lançamento de entretenimento doméstico, contendo aproximadamente treze minutos de filmagens ausentes da versão de cinema.

## Recepção

### Bilheteria
Esquadrão Suicida foi um sucesso de bilheteria, arrecadando US$ 325.1 milhões nos Estados Unidos e no Canadá e US$ 421.7 milhões em outros territórios para um total mundial de US$ 749,2 milhões. Registou uma abertura mundial de US$ 267.1 milhões de 59 países e uma estréia mundial em IMAX de US$ 18.2 milhões, que estabeleceram novos recordes para o mês de agosto. Essa também é a segunda melhor estréia em todo o mundo para uma propriedade da DC após Batman v Superman: Dawn of Justice (US$ 543.2 milhões) e a sétima melhor para um titulo de super-herói. The Hollywood Reporter destacou que Dawn of Justice teve a vantagem de receber um lançamento simultâneo com a China, enquanto Esquadrão Suicida não conseguiu uma data de lançamento no país. Forbes apontou que se o filme tivesse conseguido um lançamento na China, poderia ter igualado ou superado o total de US$ 773 milhões de Guardiões da Galáxia e o total de US$ 782 milhões de Deadpool. Esquadrão Suicida foi o décimo lançamento mais lucrativo de 2016.

#### América do Norte
O filme abriu sexta-feira, 5 de agosto de 2016, em cerca de 11.000 telas e ganhou US$ 65.1 milhões, marcando a maior abertura de agosto e um único dia e o terceiro maior dia de abertura bruta de 2016. Com isso, US$ 5.8 milhões vieram dos teatros IMAX, também um novo recorde de agosto. Isso inclui US$ 20.5 milhões que obteve das visualizações de quinta-feira, que começaram às 6:00 da noite, estabelecendo o recorde para a maior visualização de agosto e a segunda maior para um filme não-sequencial (atrás do Man of Steel). Como Batman v Superman: Dawn of Justice e The Dark Knight Rises, no entanto, o filme teve um declínio dificultoso de sexta-feira a sábado, arrecadando US$ 38.8 milhões (uma queda de 41%).

### Crítica
Esquadrão Suicida recebeu em geral críticas negativas dos críticos. No Rotten Tomatoes, o filme tem uma aprovação de 26%, com base em 324 avaliações, com uma nota média de 4.8/10. O consenso dos crítico no site diz: "Esquadrão Suicida possui um elenco muito talentoso e tem um pouco mais de humor do que os filmes anteriores do DCEU, mas eles não são o suficiente para salvar o resultado final decepcionante de uma trama confusa, personagens mal escritos e direção agitada." No Metacritic, o filme tem uma pontuação de 40/100, baseado em 53 resenhas, indicando "críticas mistas ou médias".
Peter Travers, da Rolling Stone, escreveu: "DC Comics tenta algo diferente com Esquadrão Suicida, uma coleção de estrelas de vilões de combate ao crime—e o resultado é tudo menos super." Richard Lawson, da Vanity Fair, disse: "Esquadrão Suciida é apenas ruim. É feio e chato, uma combinação tóxica que significa que a violência altamente fetichista do filme nem sequer tem o formidável formigamento dos maldosos." Escrevendo para o The Wall Street Journal, Joe Morgenstern criticou fortemente o filme dizendo: "Em uma palavra, Esquadrão Suicida é um lixo. Em duas palavras, é um lixo feio". Ele afirmou ainda que o filme "equivale a um ataque total em toda a ideia de entretenimento."
Chris Nashawaty, da Entertainment Weekly, deu ao filme B- dizendo: "Esquadrão Suicida começa com uma ferocidade efervescente e punk-rock antes de se tornar chato e espiralar em fórmulas familiares." Ele concluiu dizendo: "Para a DC, Esquadrão Suicida é um pequeno passo adiante. Mas poderia ter sido um salto gigante." IGN deu o filme 5,9/10, dizendo: "Esquadrão Suicida é um sabor decididamente diferente de Batman v Superman. Ele é subversivo, engraçado e elegante, e ele é bem sucedido durante o primeiro ato. Mas o filme se transforma em algo previsível e desinteressante." Drew McWeeny, do HitFix, deu uma revisão positiva, comentando que o filme é "alegremente niilista."
A performance de Margot Robbie foi elogiada, com muitos críticos ansiosos para ver mais da personagem em filmes futuros. Em janeiro de 2017, David Ayer declarou no Twitter que ele desejava ter feito certas coisas de forma diferente no filme, incluindo elementos da história, além de dar mais tempo de tela ao Coringa.

### Prêmios e indicações
| Prêmio             | Categoria                             | Recipiente                                                   | Resultado |
| ------------------ | ------------------------------------- | ------------------------------------------------------------ | --------- |
| Oscar 2017         | Melhor Maquiagem                      | Alessandro Bertolazzi, Giorgio Gregorini, Christopher Nelson | Venceu    |
| Teen Choice Awards | Melhor Filme Antecipado               | Esquadrão Suicida                                            | Venceu    |
| Teen Choice Awards | Melhor Ator em Cinema: AnTEENcipated  | Will Smith                                                   | Indicado  |
| Teen Choice Awards | Melhor Ator em Cinema: AnTEENcipated  | Scott Eastwood                                               | Indicado  |
| Teen Choice Awards | Melhor Atriz em Cinema: AnTEENcipated | Margot Robbie                                                | Indicado  |
| Teen Choice Awards | Melhor Atriz em Cinema: AnTEENcipated | Cara Delevingne                                              | Venceu    |

## Sequência espin-offs
- O Esquadrão Suicida: Em março de 2016, Suicide Squad 2 foi anunciado para estar em desenvolvimento. No ano seguinte, Adam Cozad foi contratado para escrever o roteiro, com contribuições adicionais fornecidas por Zak Penn. Em setembro de 2017, Gavin O'Connor foi contratado como diretor, bem como corroteirista com Anthony Tambakis, David Bar Katz e Todd Stashwick. O esboço final do roteiro foi concluído em outubro de 2018, embora O'Connor tenha deixado o projeto devido a conflitos de agendamento. A produção foi suspensa, já que a Warner Bros. acreditava que o roteiro era muito parecido com o Birds of Prey. Charles Roven, Michael De Luca, Geoff Johns, Zack Snyder, Deborah Snyder, Richard Suckle, Dan Lin e Andy Horwitz irão produzir o filme, enquanto James Gunn irá escrever um novo roteiro.[100] Em 30 de janeiro foi confirmado que o filme não será mais uma sequência do filme de 2016 e sim o reboot, James Gunn será o Diretor e o titulo foi definido como O Esquadrão Suicida,[101] no dia 9 de março de 2019 o filme ganho título de produção El Dourado. O filme tem data de estreia marcada para 6 de agosto de 2021.
- Aves de Rapina: Em setembro de 2016 um spin-off protagonizado pela Arlequina estaria em produção, mais acabou sendo substituído por um filme focado nas Aves de Rapina na onde Margot Robbie viveria a Arlequina e também seria produtora executiva e Christina Hodson irá servir como roteirista do filme e Cathy Yan sera a diretora, o filme lançou no dia 07 de fevereiro de 2020.[102][103]